# 恒生銀行
恒生銀行（ハンセンぎんこう、Hang Seng Bank）は、香港の大手銀行の一つ。本店は、中環にある。かつては香港最大の華人資本による銀行であった。現在は、HSBCホールディングの子会社で、香港上海銀行グループのリテール部門としての役割を担っている。
香港において、金をゴールドバーやコインで取引できる銀行として知られ、本店・支店を合わせて4店でのみ、取引することが出来る。現在は、同行の口座がなければ取引することが出来ない。
マカオ、中国大陸にも支店や営業拠点を持つ。

## 沿革
- 1933年、中国の伝統金融である銭荘、「恒生銀號」として創設。
- 1941年、日本軍の香港侵攻により営業停止。マカオに逃れるが、同名の業者が営業したため、「永華銀號」と名乗る。
- 1945年、香港がイギリス統治に復帰し、セントラルにて営業を再開。
- 1952年、香港において非上場企業（香港では私人企業と呼ばれる）として会社登記を行う。
- 1965年、香港株価大暴落の影響とそれに伴う取り付け騒ぎにより経営困難に陥り、香港上海銀行の傘下に入る。
- 1972年、香港証券取引所に株式を上場。
- 1986年、永安銀行を買収。
- 1993年、永安銀行を大新銀行へ売却。